# 4211 Rosniblett
4211 Rosniblett eller 1987 RT är en asteroid i huvudbältet som upptäcktes den 12 september 1987 av den belgiske astronomen Henri Debehogne vid La Silla-observatoriet. Den är uppkallad efter Rosalind Niblett.
Asteroiden har en diameter på ungefär 24 kilometer och den tillhör asteroidgruppen Themis.